# D-мезон
D-мезоны — мезоны с очарованием 1 и изотопическим спином 1⁄2. Они группируются в мультиплеты по три частицы: дэ-минус-мезон D−, дэ-ноль-мезон D0, дэ-плюс-мезон D+. Причём D− является античастицей для D+.
D-мезоны были впервые получены в 1976 году в Стэнфордской ускорительной лаборатории.

## Характеристики
Далее представлены характеристики D-мезонов.
| Частица | Кварковый состав            | Энергия покоя, МэВ | I   | JP | Q  | S | c  | b | Среднее время жизни, с | Основная мода распада |
| ------- | --------------------------- | ------------------ | --- | -- | -- | - | -- | - | ---------------------- | --------------------- |
| D+      | {\displaystyle c{\bar {d}}} | 1869,57 ± 0,16     | 1⁄2 | 0− | +1 | 0 | +1 | 0 | (1,040±0,007)⋅10−12    |                       |
| D0      | {\displaystyle c{\bar {u}}} | 1864,86 ± 0,13     | 1⁄2 | 0− | 0  | 0 | +1 | 0 | (4,101±0,015)⋅10−13    |                       |

## Странные D-мезоны
Аналоги D-мезонов со странностью 1 и изотопическим спином 0 называют дэ-эс-мезоны Ds. До 1986 года они назывались F-мезонами.